# 토마시 할리크
토마시 할리크(체코어: Tomáš Halík, 1948년 6월 1일 ~ )는 체코의 가톨릭 신부이자 철학자, 신학자이다.

## 경력
1948년 체코슬로바키아의 프라하에서 태어나서 프라하 카렐 대학교에서 사회학과 철학, 심리학 박사학위를 받았고 영어 공부를 위해 영국 웨일스 뱅고어 대학교에서 유학 생활을 했다. 공산주의 정권 시절에는 심리치료사로 근무했으며, 1978년 동독에서 비밀리에 사제 서품을 받고 지하 교회 활동을 하면서 종교의 자유를 위한 활동을 펼쳤다.
1989년 벨벳 혁명으로 공산정권이 무너지고 수립된 바츨라프 하벨 대통령의 외부 자문단, 체코 주교회의 총대리를 거쳤다. 1992년 요한 바오로 2세에 의해 교황청 비신자 대화 평의회(이후 문화평의회로 명칭 변경) 위원으로 임명되고 그해 폴란드 바르샤바 대학교에서 실천신학 교수 자격증을 취득했다.
옥스퍼드 대학교, 케임브리지 대학교, 하버드 대학교 등에서 초빙교수를 지내면서 현재 프라하 카를 대학교 사회학 교수로 재직 중인 토마시 할리크는 <상처 입은 신앙>, <신이 없는 세상>, <하느님을 기다리는 시간> 등을 출판하여 대중적인 인기를 얻었다.
다양한 종교를 가진 사람들과 신을 믿지 않는 사람들 간의 대화. 저술 및 교육 활동, 영적 자유와 인권 보호 증진에 힘쓴 공로를 인정받아 2010년 로마노 과르디니 상을 수상한데 이어 종교계의 노벨상으로 불리는 템플턴상을 2014년에 수상하면서 "사람들 간의 많은 차이에도 불구하고 우리를 하나로 묶어주는 것은 존 템플턴 경이 이 상을 창설하게 된 정신, 바로 영성의 고양이 개인과 사회의 발전에 필수적이라는 사상"이라고 말했다.
토마시 할리크프가 프라하의 어느 지하철역 벽에서 "예수가 해답이다.", "그런데 문제는 뭐였지?"라는 작서를 발견하고 오늘날 기독교의 현실을 돌아보게 하는 루카복음 19장 1절부터 10절에 등장하는 '예수와 세관장 자캐오 이야기'를 테마로 한 자전적 묵상집 ＜하느님을 기다리는 시간>을 저술하면서 토마시 할리크는 돌무화과나무에 올라 예수님 모습을 멀리서 바라보던 '자캐오'와 같이 가장자리에 있는 사람, 즉 신앙에 호기심이 있지만 신앙인이 되지는 못하는 경계인, 확고한 신앙을 의심하는 회의론자, 나아가서는 고통 가운데 울부짖으며 '하느님이 어디 있느냐'고 반문하는 무신론자들을 품어야 한다"고 했다.